# Colapso del Colegio Enrique Rébsamen
El colapso del Colegio Enrique Rébsamen ocurrió el 19 de septiembre de 2017 en la Ciudad de México tras un terremoto de  7.1 originado en el estado de Puebla. El hecho provocó una fuga de gas y el colapso masivo de varias estructuras frontales de la institución educativa dejando 26 fallecidos, entre ellos 19 alumnos menores de edad, y más de 30 heridos aproximadamente.

## Contexto
El Colegio Enrique Rébsamen se construyó en 1983, y la edificación no lograba adecuarse a lo establecido en el Reglamento de Construcciones de 1987 y a las Normas Técnicas de México.
En el 2009 se construyó un cuarto nivel en el colegio sin modificar ni reforzar el diseño estructural, añadiendo un sobrepeso de 225 toneladas a la estructura. En septiembre de 2016, el Instituto de Verificación Administrativa de la ciudad dictaminó que el edificio de la escuela infringía las normas de zonificación, que su altura era superior a la permitida y que la propietaria, Mónica García Villegas, había presentado documentación falsificada.

## Colapso
El martes 19 de septiembre de 2017, un potente y mortífero sismo que ocurrió a las 13:14:40, hora local (UTC-5),  que tuvo una magnitud de Mw 7,1 con epicentro en Puebla. Este se habría localizado 12 km al sureste de Axochiapan, Morelos, según el Servicio Sismológico Nacional de México, aunque una modificación en años posteriores ubicó el epicentro 8 km al noroeste de Chiautla de Tapia, Puebla, de acuerdo con el mismo instituto geofísico dependiente de la Universidad Autónoma de México. Este sismo tuvo gran magnitud en la Ciudad de México, afectando gravemente varias zonas, incluida la colonia Nueva Oriental Coapa, donde se encontraba el Colegio Enrique Rébsamen. Durante el evento sísmico, la estructura del colegio colapsó, resultando en la muerte de 26 personas, entre ellas 19 niños y 7 adultos.
El colegio estaba compuesto por tres edificios. El primero colapsó completamente, mientras que el segundo sufrió un colapso parcial. Este último se mantuvo en pie gracias a la intervención de cuerpos de emergencia y voluntarios, quienes colocaron polines y otros materiales para estabilizar la estructura y facilitar las labores de rescate.
Según indican ciertas investigaciones, la tragedia se agravo por la presencia de un departamento adicional construido ilegalmente en la azotea del edificio colapsado. Este departamento, de aproximadamente 230 toneladas, fue añadido sin los permisos adecuados y sin considerar la capacidad estructural del edificio. El peso adicional comprometió la estabilidad de la construcción, contribuyendo directamente al colapso durante el sismo. Además, se reveló que el director Responsable de Obra (DRO), Francisco Arturo Pérez Rodríguez, otorgó un dictamen estructural que avalaba la construcción del departamento sin realizar las evaluaciones necesarias. Siendo considerado por las autoridades como un «acto de negligencia por parte de los altos directivos».

## Labores de rescate
Tras el colapso del Colegio Enrique Rébsamen  se desplegaron inmediatamente miembros de la Secretaría de Marina, Protección Civil, Cruz Roja, bomberos y civiles voluntarios acudieron para participar en las tareas de búsqueda. Las labores se realizaron principalmente de forma manual durante los primeros días, con el fin de permitir la localización de posibles sobrevivientes entre los escombros.
Durante la operación, se utilizaron perros de rescate, herramientas manuales y sistemas de sonido para detectar señales de vida, la principal prioridad fue mantener en pie las estructuras restantes mediante apuntalamientos temporales, lo cual permitió trabajar en condiciones relativamente seguras dentro de un entorno de alto riesgo. Durante las operaciones, se recibieron mensajes de texto de niños y maestros atrapados bajo los escombros, solicitando ayuda. Estos mensajes fueron ayudaron al rescate más rápido de los menores atrapados bajo los escombros. Según informo el gobierno mexicano, no se usó demasiada maquinaria pesada. Tras varios días de búsqueda se dio una cifra total de 26 fallecidos.

### Caso Frida Sofía
Los primeros datos de la existencia de una menor atrapada, llamada Frida, bajo los escombros del Colegio Enrique Rébsamen, se originaron la mañana del 20 de septiembre de 2017; poco después, los medios dieron a conocer un segundo nombre: Sofía, a partir de cierta información proporcionada por rescatistas y funcionarios de la Secretaría de Marina de México. Estos últimos coordinaban los esfuerzos de rescate en la institución educativa.
La confusión fue tal que un rescatista, Raúl Rodrigo Hernández Ayala, salió a declarar a medios que la niña, Frida Sofía Ledezma, había sido rescatada y se buscaba a sus familiares. La confusión venía sobre la similitud de nombre con otra niña rescatada de nombre Ana Sofia.
Se eliminó información del caso, videos, tuits, publicaciones en Facebook y en portales web, y solo quedaron algunas capturas de pantalla que retratan una confusión y el afán por ganar la primicia ante el rescate; algunos de los periodistas y medios informativos más importantes dieron seguimiento puntual al caso de Frida Sofía, a tal grado que se realizó una cobertura minuto a minuto. Entre ellas, la cobertura más mediática fue la que hizo la periodista Danielle Dithurbide de Noticieros Televisa, que posteriormente le valió duras críticas. Los datos de la supuesta menor cambiaban constantemente, entre ellos su edad, su ubicación y la compañía de otros niños atrapados, así como su rescate.
Más adelante, la Secretaría de Marina confirmó la inexistencia de «Frida Sofía», y quedó registrada la declaración de Enrique Sarmiento Beltrán, subsecretario de Marina: «Nosotros no tenemos conocimiento, nosotros nunca tuvimos conocimiento de esta versión, y no creemos, estamos seguros de que no fue una realidad, puesto que, repito, se corroboró con la Secretaría de Educación Pública, con la delegación y con la escuela.»
La televisora Televisa ha negado que haya sido un montaje.

## Investigación
El dictamen oficial reveló que el edificio ya presentaba daños desde el sismo del 7 de septiembre, doce días antes. Aun así, no se tomaron las medidas necesarias. La directora fue detenida tiempo después, en 2020 acusada de homicidio culposo, teniendo una sentencia originalmente de 31 años, que fue reducida posteriormente a 29 años en 2025. También fue procesado el responsable de obra que aprobó la construcción ilegal sin verificar la seguridad del edificio.
De igual manera, la para entonces alcaldesa de Tlalpan, Claudia Sheinbaum Pardo, se enfrentó a críticas por no proporcionar una relación completa de los permisos para el uso del suelo, la construcción y el funcionamiento de la escuela. Enrique Fuentes, abogado representante de los padres de los niños fallecidos, declaró que la alcaldesa tenía la obligación de tomar medidas, pero no lo hizo y permitió que la escuela siguiera funcionando.
La Fiscalía General de Justicia de la Ciudad de México determinó que Claudia Sheinbaum no tuvo responsabilidad legal en el derrumbe del colegio e informó que tampoco fue llamada a declarar al no encontrarle responsabilidad en el caso. El 2 de febrero de 2023, al inaugurar un monumento conmemorativo a las víctimas del Colegio Rébsamen en la Alameda del Sur, Claudia Sheinbaum ofreció a los padres y madres una disculpa pública.